# Liste de scénaristes de cinéma par ordre alphabétique
Pour les scénaristes de bande dessinée, voir Scénaristes de bande dessinée.
- Haut – A
- B
- C
- D
- E
- F
- G
- H
- I
- J
- K
- L
- M
- N
- O
- P
- Q
- R
- S
- T
- U
- V
- W
- X
- Y
- Z

## A
- Mark A. Altman
- Anémone
- Julien d'Arsyn
- Yvan Attal
- Jacques Audiard
- Michel Audiard
- Jean Aurenche
- Paul Auster
- Roger Avary

## B
- Jean-Pierre Bacri
- Jaume Balagueró
- Warren Beatty
- Jean-Jacques Beineix
- Tonino Benacquista
- Claude Berri
- Kathryn Bigelow
- Gérard Blain
- William Peter Blatty
- Richard Bohringer
- John Boorman
- François Boyer
- Gérard Brach
- Patrick Braoudé
- Martin Brest
- Jean-Claude Brialy
- Albert Brooks
- Claude Brulé

## C
- James Cameron
- Stéphane Cabel
- Bernard Campan
- Bruce Campbell
- Frank Capra
- Gilles Carle
- Marc Caro
- John Carpenter
- Jean-Claude Carrière
- Alain Cavalier
- Jean Cayrol
- Claude Chabrol
- Migdia Chinea-Varela
- Christian-Jaque
- Michael Cimino
- Jean-Paul Civeyrac
- Nina Companeez
- Kerry Conran
- Francis Ford Coppola
- Sofia Coppola
- Roger Corman
- Jérôme Cornuau
- George Cosmatos
- Jean Cosmos
- André Couteaux
- David Crane
- Cameron Crowe
- Adam Curtis

## D
- Jean-Loup Dabadie
- Abdel Raouf Dafri
- John A. Davis
- Jean Delannoy
- Richard Dembo
- Dominique Demers
- Jacques Demy
- Marianne Denicourt
- Brian De Palma
- Jean-Claude Deret
- Arnaud Desplechin
- Michel Deville
- Robert Dhéry
- I. A. L. Diamond
- Jean-Blaise Djian
- Jacques Doniol-Valcroze
- Marcel Dubé
- Réjean Ducharme
- John Gregory Dunne
- François Dupeyron
- Laurent Dussaux

## E
- Roland Emmerich
- Robert Enrico
- Nora Ephron
- Joe Eszterhas
- Anne-Marie Étienne

## F
- René Fallet
- Marco Ferreri
- W. C. Fields
- Peter Fonda
- Marc Forster
- William Friedkin

## G
- Françoise Gallo
- Jean-Michel Gaillard
- Christophe Gans
- Tony Gatlif
- Daniel Gélin
- Mel Gibson
- Terry Gilliam
- José Giovanni
- Christian Godard
- Bo Goldman
- William Goldman
- Christophe Graizon
- Jean-Christophe Grangé
- Pierre Granier-Deferre
- Tonino Guerra

## H
- Ronald Harwood
- Paul Haggis
- Lawrence Hauben
- Jean-Francois Hauduroy
- John Hayes
- Buck Henry
- Claude Heymann
- Debra Hill
- Walter Hill
- Tobe Hooper
- Robert Hossein
- Christophe Honoré

## J
- Agnès Jaoui
- Claude Jasmin
- Kim Jee-woon
- Jean-Pierre Jeunet
- Diane Johnson
- Pierre Jolivet
- Terry Jones
- Gérard Jugnot
- Marcel Jullian

## K
- Raj Kapoor
- Marta Kauffman
- Charlie Kaufman
- Yoshiaki Kawajiri
- Cédric Klapisch
- David Koepp
- Tadeusz Konwicki
- Serge Korber
- Jan Kounen
- Gérard Krawczyk
- Stanley Kubrick
- Hanif Kureishi

## L
- Natasha Lako
- Robert Lamoureux
- Victor Lanoux
- Gérard Lanvin
- Stéphane Laporte
- Georges Lautner
- Yves Lavandier
- Alain Le Henry
- Francis Leclerc
- Patrice Leconte
- Ang Lee
- Ernest Lehman
- Pierre Léon
- Robert Lepage
- Raoul Lévy
- Sébastien Lifshitz

## M
- Louis Malle
- David Mamet
- Joseph L. Mankiewicz
- Michael Mann
- Olivier Marchal
- Tonie Marshall
- William Marshall
- Jean-Pierre Martinez
- Nicholas Meyer
- John Milius
- Édouard Molinaro
- Lukas Moodysson
- François Morel
- Gaël Morel
- Emmanuel Mouret

## N
- Christopher Nolan

## O
- Gérard Oury

## P
- Marcel Pagnol
- Alan Parker
- Max Pécas
- Sean Penn
- Marc Perrier
- Antonio Pietrangeli
- Roman Polanski
- Sydney Pollack
- Jacques Prévert

## Q
- Florence Quentin

## R
- Sam Raimi
- Frederic Raphael
- Jean-Paul Rappeneau
- Julien Rappeneau
- Nicholas Ray
- Emil-Edwin Reinert
- Jean Renoir
- Alain Resnais
- Alma Reville
- Daniel Riche
- Yves Robert
- Robert Rodriguez
- George Andrew Romero
- Jean-Pierre Ronssin
- Eric Rochant
- Eric Roth
- Christophe Ruggia

## S
- Pierre Salvadori
- Adam Sandler
- Claude Sautet
- Suzanne Schiffman
- Pierre Schoendoerffer
- Paul Schrader
- Ettore Scola
- Martin Scorsese
- Jorge Semprún
- Coline Serreau
- Alan Sharp
- M. Night Shyamalan
- Jacques Sigurd
- Alberto Sordi
- Aaron Sorkin
- Morgan Spurlock
- Sylvester Stallone
- Ben Stiller
- Oliver Stone

## T
- Daniel Taradash
- Quentin Tarantino
- Bertrand Tavernier
- Youri Tcherenkov
- André Téchiné
- Christopher Thompson
- Daniele Thompson
- Emma Thompson
- Billy Bob Thornton
- James Toback
- Jérôme Tonnerre
- Robert Towne
- Pierre Trividic
- Gary Trousdale
- David Trueba
- François Truffaut

## V
- Laurent Vachaud
- Francis Veber
- Paul Verhoeven
- Marion Vernoux

## W
- Andrzej Wajda
- Andrew Kevin Walker
- Rémi Waterhouse
- Apichatpong Weerasethakul
- Orson Welles
- Joss Whedon
- Billy Wilder
- Kevin Williamson
- Calder Willingham
- Edward Davis Wood Junior

## Z
- Robert Zemeckis
- Steven Zaillian
- Edward Zwick